# Segundo Ato - Ao Vivo
Segundo Ato - Ao Vivo é o segundo DVD da banda O Teatro Mágico. O DVD é uma parceria da banda com o programa “Toca Brasil” do instituto Itaú Cultural. Foi gravado ao vivo em Maio de 2009 no espaço do instituto em São Paulo.

## Faixas
01 - Amadurecência

02 - Cidadão de Papelão

03 - Xanéu Nº 5 / É o Crime (GOG) (Participação especial: GOG)

04 - Sonho de uma Flauta

05 - Sina Nossa

06 - Eu Não Sou Chico (Mas Quero Tentar)

07 - Alguma Coisa

08 - Criado-Mudo

09 - A Primeira Semana

10 - Separô (Participação especial: Silvio Del Pieri)

11 - Opus Erectus (Allegro Ma Nem Tanto)

12 - Abaçaiado (Participação especial: Silvério Pessoa)

13 - O Mérito e o Monstro

14 - "..."

15 - Pena